# HK P2000
Die P2000 ist eine vom deutschen Waffenhersteller Heckler & Koch als Polizeipistole entwickelte und hergestellte halbautomatische Pistole. Sie ist ein Rückstoßlader mit einem modifizierten und gepufferten Browning-Verschluss im Kaliber 9 × 19 mm. In den Vereinigten Staaten ist, beziehungsweise war, die Waffe auch in Kalibern .40 S&W und .357 SIG erhältlich. Nachfolger ist die HK P30, eine Weiterentwicklung der P2000.

## Technik
Die Waffe verfügt über ein faserverstärktes Kunststoff-Griffstück mit Metalleinlagen und auswechselbarem Griffstück-Rücken in vier Größen. So kann die Waffe an unterschiedliche Handgrößen angepasst werden. Außerdem ist am Griffstück eine modifizierte Picatinny-Schiene für Zusatzgeräte (Lampe, Laser) angebracht.
Im Ansatz des Abzugsbügels befindet sich der Magazinhalteknopf für das 13 bzw. 16 Patronen fassende Magazin. Auf beiden Seiten ist außerdem der Verschlussfanghebel sichtbar. Nicht sichtbar ist ein optional in das Griffstück eingebrachter Transponder zur Waffenidentifizierung.
Der Verschluss ist aus Metall und verfügt über eine feste Visierung. In die Kimme sind zwei weiße Punkte, in das Balkenkorn ein weißer Punkt zur schnellen Zielerfassung eingelassen.
Je nach Version verfügt die Waffe über ein (nicht) sichtbares Schlagstück und einen Entspannhebel.
Als Abzugsvarianten werden Double Action / Single Action (DA/SA), Heckler & Kochs „Combat Defense Action“ (CDA) und Double Action Only (DAO) angeboten.

## Modellvarianten

### Abzugsvarianten
| Modell   | Abzug/Besonderheiten                                                         |
| -------- | ---------------------------------------------------------------------------- |
| P2000    | Basismodell. DA/SA 51 N/20 N, verdecktes Spannstück, zentraler Entspannhebel |
| P2000 V1 | CDA 20 N, verdecktes Spannstück, kein Entspannhebel                          |
| P2000 V2 | CDA 32,5 N, verdecktes Spannstück, kein Entspannhebel                        |
| P2000 V3 | DA/SA, Schlaghebel, Entspannhebel                                            |
| P2000 V4 | CDA 27,5 N, verdecktes Spannstück, kein Entspannhebel                        |
| P2000 V5 | Double Action Only (DAO), 35 N                                               |

### P2000 Subkompakt
Die HK P2000 SK ist eine verkürzte Version der HK P2000. Die Abkürzung SK steht für Subkompakt. Die verfügbaren Abzugsvarianten entsprechen jenen des Basismodells.
Die Gesamtlänge der Waffe ist im Unterschied zur HK P2000 um 10 mm von 173 mm auf 163 mm reduziert, die Breite wurde um 1,5 mm auf insgesamt 32,5 mm verringert. Die Gesamthöhe der Waffe wurde um 10,5 mm auf 117 mm verringert. Das Gesamtgewicht der ungeladenen Waffe ohne Magazin beträgt 606 g (620 g bei HK P2000).
Die einzige verfügbare Magazingröße für die HK P2000 SK umfasst 10 Patronen, gegenüber der Originalwaffe mit 13/16 Patronen-Magazin. Das Kaliber hingegen ist unverändert.

## Verwendung
Die Pistole ist eine Weiterentwicklung der P10 und hat in ihren Varianten 2 und 5 in einigen deutschen Bundesländern die P7 bzw. P5 als Dienstpistole abgelöst, so z. B. bei der Polizei Niedersachsen (V2), bei der Wasserschutzpolizei Hamburg (V2) und der Polizei Baden-Württemberg (V2). Die Variante 2 verfügt über ein verbessertes Abzugssystem, die Variante 5 dagegen über ein vereinfachtes Abzugssystem, das als Ergänzung der technischen Richtlinie „Pistolen“ von der Deutschen Hochschule der Polizei gefordert wurde. Seit 2004 wird sie auch von der United States Customs and Border Protection und von der United States Border Patrol eingesetzt. Im gleichen Jahr beschaffte auch das Schweizer Grenzwachtkorps die HK P2000 V4(CH) als Dienstwaffe. Die Polizei Niedersachsen hat die P2000 in Teilen durch die HK SFP9 ersetzt.